# Holguera
Holguera (extremadurai nyelven Olguera) település Spanyolországban, Cáceres tartományban. Holguera Torrejoncillo, Riolobos, Plasencia, Cañaveral és Pedroso de Acim községekkel határos. Lakosainak száma 593 fő (2024).

## Népesség
A település népessége az elmúlt években az alábbi módon változott:
| Lakosok száma | 821  | 785  | 748  | 758  | 762  | 713  | 673  | 641  | 620  | 593  |
|               | 2001 | 2004 | 2006 | 2009 | 2011 | 2014 | 2016 | 2019 | 2021 | 2024 |